# Адергас
Адергас (словен. Adergas старији извори Адергаз, { )) је насељено место у саставу општине Церкље на Горењскем, у покрајини Горењској која припада и регији Горењској у Републици Словенији.

## Географија
Насеље се налази на северном рубу Краљског поља, испод Штефање горе, на надморској висини 422,7 м, површине 1,8 км². До насеља се долази путем који са код Трата при Велесовем одваја од пута Високо—Церкље на Горењскем,
Године 1964. на источној падини је изграђена скијашка скакаоница.

## Историја
У насељу се некада налазио стари град Камен (Фрауенштајн), које су Турци 1472 разрупилуи. И данас се могу видети рушевине.
У насељу са налази црква посвећена ма. Ту је био први женски доминикански самостан, који су 1238. установили аквилејски патријаси. Самостан је оштећен у турском нападу 1471. Садашњи изглед је добио приликом одбонве која је трајала од 1732. до 1771.
До територијалне реорганизације у Словенији Адергас се мналазио у саставу старе општине Крањ.

## Становништво
Приликом пописа становништва 2011. године Адергас је имао 235 становника.
| Број становника по пописима | Број становника по пописима | Број становника по пописима |
| --------------------------- | --------------------------- | --------------------------- |
| 1991                        | 2002                        | 2011                        |
| 203                         | 234                         | 235                         |

## Културна баштина
У насељу Адергас налази 6 регистрованих непокретних културних добара Републике Словеније.. Најзначајнији су црква Благовести, археолошко наназиште (рушевине некадашњег града) и самостан Велесово